# 阿沃卡
阿沃卡（英語：Avoca）是一个美國城市，位於明尼苏达州莫雷縣。根據2010年的人口普查，當地人口為147人。

## 地理
根据美国人口普查局，该城市的总面积為1.17平方英里（3.03平方），其中0.97平方英里（2.51平方）為陸地，0.20平方英里（0.52平方）為水域。